# 明德和約
明德和約，又稱元中一統，是指明德3年／元中9年（1392年)日本南北朝時代，北朝・持明院統及南朝・大覺寺統和議，為解決皇位繼承問題的方案達成方針。

## 概要

### 背景
日本於南北朝時代歷經數十年的戰亂，爾後，室町幕府擁立的北朝・持明院統逐漸在軍事上佔據優勢，貞治二年(1363年)，山陰的山名氏及山陽的大內氏相繼歸順北朝，至此南朝・大覺寺統無力在軍事上挑戰北朝。弘和、元中年間，懷良親王、宗良親王、楠木正儀、北畠顯能等南朝的重臣相繼去世或退出政壇，弘和三年(1383)南朝主戰派的長慶天皇讓位，後龜山天皇践祚，南朝狀態可謂是每況愈下。
相較於此，室町幕府自從3代將軍・足利義滿繼位後，歷經罷免管領・細川賴之的康曆政變，及壓制外様守護的土岐康行之亂、明德之亂，足利義滿逐漸鞏固其自身權利，再加上今川了俊諸將的努力，室町幕府確定其統治基礎。此期間，足利義滿也在公家社會確立其地位，永德二年(1382年)就任左大臣，永德三年(1383年)，就任源氏長者及獎學院、淳和院別當，而後又被冊封為准三宮，逐漸掌握公家的話語權。

### 過程
明德三年(1392年)，和泉、紀伊守護・大內義弘作為北朝的使者開始南北朝統一的工作；南朝方面，派遣右大臣・吉田宗房及前内大臣・阿野實為參與交涉；公卿・吉田兼熙則作為足利義滿與南朝之間的聯絡人。
南北朝統一的條件有三
- 舉行「讓國之儀」，南朝・後龜山天皇歸還三神器予北朝・後小松天皇。
- 後續皇位由南北兩朝輪流繼承(兩統迭立)。
- 諸國國衙領（日语：国衙領）由大覺寺統繼承，長講堂領（日语：長講堂領）由持明院統繼承。

明德三年(1392年)，閏十月二日，後龜山天皇率17位廷臣及楠木黨、伯耆黨等武士回京，入嵯峨大覺寺，五日，將三神器交予後小松天皇。後龜山天皇爾後隱居在大覺寺，應永元年(1394年)出家。許多原先在南朝出仕的官員也沒辦法在統一後的朝廷任官，就此沒落。

### 後續
然，由足利義滿主導的南北朝統一有相當多的瑕疵。
首先，就三神器移交方面，最後沒有舉行「讓國之儀」，而是參照「文治之儀」，仿照源平合戰時期被平家帶走的三神器在平家滅亡後回到後鳥羽天皇手中，且儀式過程也很粗糙，甚至有幾項儀式被足利義滿省略。爾後，又出現後亀山上皇尊號的問題，北朝眾臣對後龜山上皇被授予「太上天皇」此一尊號相當反感，北朝方面仍然有不承認南朝皇統的聲音，且也有人表示此係足利義滿在未與眾臣討論後就做出的決定。
而國衙領由大覺寺統繼承此點也沒有確切的執行，有些國衙領還是由持明院統繼承，甚至有國衙領成為公卿或寺社的知行。兩統迭立也沒有執行，足利義滿在世時，沒有確立後小松天皇的繼承人，小倉宮恒敦、惟成親王之子成仁王等南朝後裔都有可能繼承皇位，然足利義滿對此沒作任何表態，持續維持現狀。足利義滿去世後，後龜山上皇與4代將軍・足利義持談判，希望能促成兩統迭立，無果，後小松天皇讓位予其子稱光天皇，完全作廢兩統迭立的協定。
見此，舊南朝勢力開始蠢蠢欲動，先是有南朝遺臣在大和、河內等地發動叛亂，伊勢國司・北畠滿雅也起兵反抗，最後是在後龜山上皇的協調下才使事態平靜下來。應永二十三年（1416年）在東國發生的上杉禪秀之亂也懷疑有南朝勢力介入；而後又出現北畠滿雅擁立後亀山上皇之孫・小倉宮聖承，並與第4代鎌倉公方・足利持氏聯手對抗幕府。嘉吉三年(1443年)，南朝後裔闖入皇居，偷走神劍及神璽，史稱禁闕之變。應仁之亂期間，以山名氏為首的西軍為增加其正當性，曾打算擁立南朝後裔。